# Distichotyphis
Distichotyphis là một chi ốc biển, là động vật thân mềm chân bụng sống ở biển thuộc họ Muricidae, họ ốc gai.

## Các loài
Các loài thuộc chi Distichotyphis bao gồm:
- Distichotyphis vemae Keen & Campbell, 1964[2]